# Udaiabadra de Mágada
Udaiabadra ou Udayabhadra foi um rei de Mágada e o terceiro imperador da dinastia Harianka, dinastia que se estendeu num período de tempo entre o ano de 545 a.C. e o ano 413 a.C. Foi antecedido no trono por Ajatasatru e sucedido por Aniruda de Mágada.